# روت برایک
روت برایک (زاده ۱۸ اکتبر ۱۹۱۶، در استکهلم – ۱۴ نوامبر ۱۹۹۹، در هلسینکی) یک سرامیست فنلاندی بود. از او به عنوان یک شخصیت کلیدی در هنر سرامیک مدرن فنلاند یاد می‌شود. تاپیو ویرککالا طراح و مجسمه‌ساز شهیر اهل فنلاند همسر او بود.

## پیشینه
بریک در سالهای ۱۹۳۶–۱۹۳۹ در مدرسه مرکزی هلسینکی هنر گرافیک خواند و در سال ۱۹۴۲ در آرابیا در هلسینکی به همکاری با بیرگر کایپیاینن پرداخت.
کارهای اولیه بریک شامل طرح‌های گرافیکی برای کارت‌های تبریک و جلد کتاب و همچنین اشیاء سرامیکی مانند ظروف رنگارنگ، سینی و جواهرات بود. او در اواسط دهه ۱۹۴۰ بشقاب‌های سفال ساخت که با رنگ‌های پاستلی و نقش‌هایی از زنان با کلاه‌های فانتزی، قدم زدن در پارک و خواستگاری‌های جوان مشخص می‌شد. این نوع هنرنگاری از سوی بریک، پاسخی به وحشت جنگ جهانی دوم تعبیر شده‌است.

## جوایز
بریک در سال ۱۹۶۲ نشان شیر فنلاند و در سال ۱۹۸۲ نشان رز سفید فنلاند فنلاندی را دریافت کرد. سال ۱۹۹۴ دانشگاه هلسینکی دکترای افتخاری فلسفه را به وی اعطا نمود.

## زندگی شخصی
بریک با تاپیو ویرککالا طراح و مجسمه‌ساز اهل فنلاند ازدواج کرد که صاحب دو فرزند شدند: سامی ویرککالا (متولد ۱۹۴۸) و ماریا ویرککالا (متولد ۱۹۵۴). سامی یک طراح داخلی و ماریا یک هنرمند معاصر است.
بریک در سال ۱۹۹۹ در هلسینکی درگذشت و در گورستان هیتانیمی هلسینکی در همان قبر همسرش به خاک سپرده شد.